# Lingerie Bowl

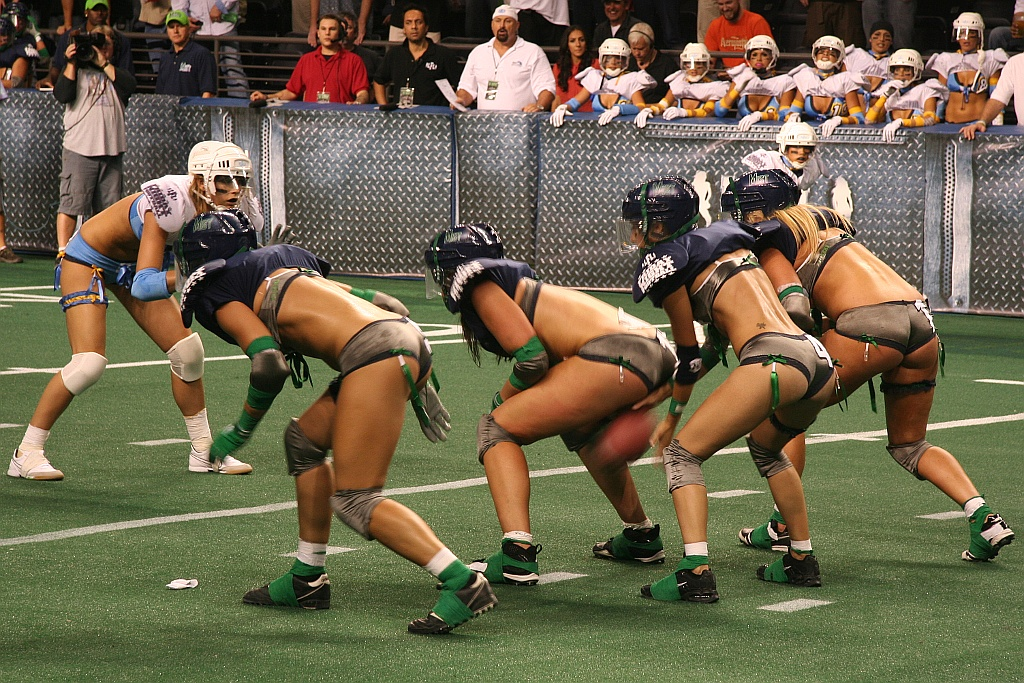
Partido de fútbol americano entre dos equipos de la Lingerie Football League.

Lingerie Bowl es el nombre que recibe la final de la Lingerie Football League, una liga femenina de fútbol americano en el que las jugadoras juegan en ropa interior. El sistema de juego es de siete jugadoras por equipo, con un contacto total, y se juega el mismo día que la final del Super Bowl de la NFL, aunque ambos partidos no guardan relación entre sí.
La idea surgió por primera vez en 2004, cuando durante el descanso de la Super Bowl XXXVIII se emitió, dentro de la modalidad de pago por evento, un partido de fútbol americano entre dos equipos y 26 modelos, que jugaron el partido en ropa interior. El primer campeón de esa Lingerie Bowl fue Los Angeles Dream, quien venció por 6-0 a New York Euphoria.
El partido se convirtió en una tradición, que contó con la presencia en cada año de las modelos de lencería más populares del momento. El show también fue respaldado por famosos como Dennis Rodman, Jim McMahon o Cindy Margolis, que aparecían en el descanso del encuentro. Debido a que el espacio fue adquiriendo un mayor número de seguidores con el paso del tiempo, la empresa organizadora Horizon Productions expandió la idea a un campeonato de 10 equipos, conocido como la Lingerie Football League (en español, Liga de Fútbol de Lencería). En 2010, Los Angeles Temptation derrotó a Chicago Bliss en la primera edición entre equipos campeones de conferencia.